# Michael Arden
Michael Jerrod Moore (6 de outubro de 1982) é um ator norte-americano.

## Filmografia

### Filmes
- 2004 - The Mentalist (TV)
- 2006 - Numb3rs (TV)
- 2006 - Grey's Anatomy (TV)
- 2006 - The Good Shepherd
- 2008 - Cashmere Mafia (TV)
- 2008 - The Return of Jezebel James (TV)
- 2009 - The Cave Movie
- 2009 - Bride Wars
- 2009 - Kings
- 2009 - The Closer (TV)
- 2009 - Bones (TV)
- 2010 - The Forgotten (TV)
- 2011 - Source Code
- 2011 - Off the Map (TV)
- 2011 - Nurse Jackée
- 2011 - The Good Wife (TV)
- 2011 - Unforgettable (TV)
- 2012 - Royal Pains (TV)
- 2012 - The Mentalist (TV)
- 2012 - Nurse Jackie (TV)
- 2012 - GCB (TV)
- 2012 - The Odd Life of Timothy Green (TV)
- 2012 - Anger Management  (série) (TV)